# Epiblastus acuminatus
Lan dạ bích nhọn (danh pháp hai phần: Epiblastus acuminatus) là một loài thực vật có hoa trong họ Lan (Orchidaceae). Loài này được Schltr. mô tả khoa học đầu tiên năm 1911.